# Los Mackieavelikos 2055
Los Mackieavelikos 2055 es el quinto álbum de estudio del dúo Yaga & Mackie, publicado el 9 de septiembre de 2008 bajo el sello discográfico Full Records. Contiene colaboraciones de Arcángel, Zion & Lennox, Nicky Jam, O.G. Black & Guayo, Aldo Ranks y L.T. “El Único”; además de sencillos como «Veo, Veo» y «Pa' Frontiarle a Cualquiera», que tuvo un éxito moderado por su remezcla con varios artistas, siendo emulado por otros cantantes.

## Antecedentes
Luego de la publicación de su cuarto álbum La Reunión bajo Univision Records con sencillos como «Aparentemente», el dúo creó su propio sello discográfico, Full Records, junto con ayuda de Ñengo Flow y Arcángel. Con la creación del nuevo sello, presentaron un sencillo promocional titulado «Veo, Veo» en 2008, con un vídeo musical dirigido por José Javy Ferrer.

## Lista de canciones
| N.º   | Título                                        | Productor(es)                      | Duración |  |
| 1.    | «Super Intro Perreo Mix»                      | DJ Bob                             | 3:22     |  |
| 2.    | «Suave mama»                                  | Nixon                              | 2:47     |  |
| 3.    | «Veo, Veo»                                    | Yampi                              | 4:02     |  |
| 4.    | «Nada va a pasar» (con Arcángel)              | Nixon · Yampi                      | 4:04     |  |
| 5.    | «La Bellaquera»                               | DJ Bob · Yampi · Sequence · Shadow | 3:55     |  |
| 6.    | «Pide más» (con Zion & Lennox)                | Yampi                              | 3:58     |  |
| 7.    | «Mega Super Sensacional»                      | Nixon                              | 3:22     |  |
| 8.    | «Provocadora» (con O.G. Black & Guayo)        | Yampi · Sequence · Shadow          | 3:35     |  |
| 9.    | «Pa' frontiarle a cualquiera» (con Arcángel)  | Yampi                              | 3:52     |  |
| 10.   | «Se acabó» (con Nicky Jam)                    | Yampi · Sequence · Shadow          | 4:34     |  |
| 11.   | «No seas bobo»                                | Nixon · Yampi                      | 3:38     |  |
| 12.   | «No sigas sufriendo» (con Aldo Ranks)         | Nixon · Sequence                   | 4:32     |  |
| 13.   | «El efecto del Alcohol» (con L.T. “El Único”) | Yai & Toly · Sequence              | 4:02     |  |
| 14.   | «Aguacero»                                    | Yampi                              | 3:29     |  |
| 15.   | «Interlude – El Tigueraje»                    | Sequence                           | 1:44     |  |
| 16.   | «All Eyes on Me»                              | Yampi · Sequence · Shadow          | 2:37     |  |
| 57:41 |                                               |                                    |          |  |

## Personal
Adaptados de los créditos del CD original.
| - Javier «Yaga» Martinez — Artista principal, composición, producción ejecutiva. - Luis «Mackie» Pizarro — Artista principal, composición, producción ejecutiva. - Arcángel — Artista invitado, composición. - Zion — Artista invitado, composición. - Lennox — Artista invitado, composición. - O.G. Black — Artista invitado, composición. - Guayo “El Bandido” — Artista invitado, composición. - Nicky Jam — Artista invitado, composición. - Aldo Ranks — Artista invitado, composición. | - L.T. “El Único” — Artista invitado, composición. - Levelfuzion — Diseño y arte. - Juan Rosado — Masterización, mezcla. - Raymond Casillas — Mezcla. - DJ Bob — Producción. - Nixon — Producción. - Sequence — Producción. - Shadow — Producción. - Yampi — Producción. |